# Leucorrhinia ussuriensis
Leucorrhinia ussuriensis är en trollsländeart som beskrevs av Aleksandr Nikolaevich Bartenev 1914. Leucorrhinia ussuriensis ingår i släktet kärrtrollsländor, och familjen segeltrollsländor. Inga underarter finns listade i Catalogue of Life.